# De Radzitzky d'Ostrowick

Wapen van de familie de Radzitzky d'Ostrowick

De Radzitzky d'Ostrowick is een familie van Belgische adel, afkomstig uit Westfalen en oorspronkelijk uit Polen.

## Charles de Radzitzky
Charles Léopold Guillaume Louis de Radzitzky (Emmerich, 1 oktober 1799 – Mechelen, 5 februari 1868) was een zoon van Frédéric de Radzitzky en Marie-Jeanne de Créqui-Hannicart.
Hij kwam in België wonen en verwierf in 1837 de Belgische nationaliteit. In 1851 werd hij erkend in de Belgische erfelijke adel met de titel baron overdraagbaar bij eerstgeboorte. In 1851 trouwde hij in Leuven met Thérèse du Chastel de la Howarderie (1818–1904). Ze kregen vijf kinderen. Hij werd gemeenteraadslid in Diest en commandant van de Burgerwacht in diezelfde stad. Twee van zijn kinderen zorgden voor afstammelingen.
- Joseph-Marcel de Radzitsky (1852–1925), trouwde in 1877 in Mechelen met Marie-Françoise de Wargny (1856–1933), kleindochter van Victorin de Wargny d'Oudenhove. Ze kregen twee zoons en twee dochters. In 1887 kreeg hij vergunning om aan de familienaam d'Ostrowick toe te voegen, naam van een heerlijkheid in Polen die destijds aan de familie toebehoorde.
  - Jules de Radzitzky d'Ostrowick (1883–1955), advocaat, trouwde in 1911 in Elsene met Yvonne Prisse (1888–1955), achterkleindochter van Albert Prisse. Ze kregen een zoon en een dochter. Uitgedoofde familietak.
  - Georges de Radzitzky d'Ostrowick (1889–1976), voorzitter van de politierechtbank in Brussel, trouwde in 1913 in Brussel met Ghislaine de Prelle de la Nieppe (1889–1976). Ze kregen twee zoons en twee dochters, met afstammelingen tot heden.
- Victor de Radzitzky d'Ostrowick (1857–1923), trouwde in 1881 in Luik met Fanny de Laminne de Bex (1859–1938). Ze kregen twee zoons en drie dochters. In 1887 kreeg hij vergunning om aan de familienaam d'Ostrowick toe te voegen, naam van een heerlijkheid in Polen die destijds aan de familie toebehoorde.
  - Charles de Radzitzky d'Ostrowick (1884–1969), trouwde in 1907 in Habay-la-Neuve met barones Jeanne de Bonhome (1887–1935). Ze kregen vier zoons en vijf dochters, met afstammelingen tot heden.

## Auguste de Radzitzky
Corneille Antoine Alexandre Auguste Othon de Radzitzky (Emmerich, 7 juli 1801 – Schaarbeek, 23 juni 1877), trouwde in 1843 in Sint-Joost-ten-Node met Stephanie Ysebrant de Lendonck (1820–1895). Het huwelijk bleef kinderloos. In 1851 werd hij samen met zijn broer erkend in de Belgische erfelijke adel, met de titel baron, overdraagbaar bij eerstgeboorte.